# Philippe Vandermaelen
Philippe Vandermaelen (Philippe Vander Maelen, Van der Maelen ou van der Maelen), né à Bruxelles, le 23 décembre 1795, décédé à Molenbeek-Saint-Jean, le 29 mai 1869 est un éminent géographe et cartographe, célèbre pour avoir conçu un Atlas universel qui fit autorité, et pour avoir fondé l'Établissement géographique de Bruxelles à Molenbeek-Saint-Jean. Philippe Vandermaelen établit de nombreuses cartes de haut niveau scientifique, à des échelles basées sur le système métrique récemment introduit en Belgique. Alex Pasquier a écrit de lui en 1936 : « Géographe comme Mercator, organisateur comme Théodore Verhaegen, assembleur de fiches comme Paul Otlet, Philippe Vandermaelen personnifiait à un degré remarquable, au milieu du XIXe siècle, les qualités de méthode et d'ordre laborieux qui caractérisent notre pays. »

## Éléments biographiques

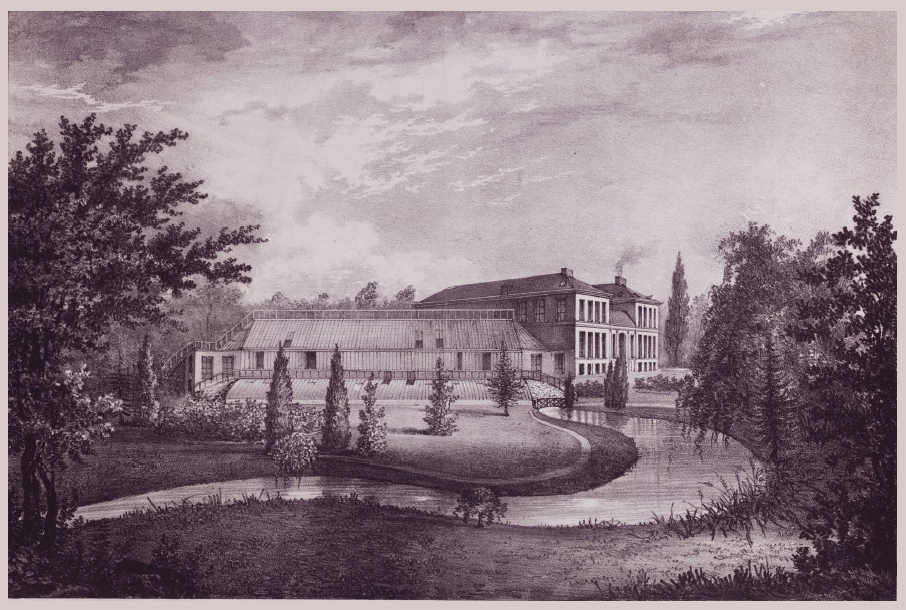
Établissement géographique de Bruxelles vers 1840

La famille Vandermaelen est originaire de Louvain. Riches cultivateurs, ils y exploitèrent sur plusieurs générations la ferme Diependael appartenant à l'Abbaye de Vlierbeek. Guillaume Vandermaelen, le père de Philippe, fera des études de médecine. Les parents de Philippe Vandermaelen étaient Guillaume et Barbe-Anne De Raymaeker. Ceux-ci s'installent à Bruxelles et y développent une activité dans l'industrie savonnière. Ils étaient domiciliés en 1812 aux numéros 1265 et 1266 de la rue du Rempart-des-Moines — ou en néerlandais Papenvest — avec leurs enfants Thérèse, âgée de 20 ans, Philippe alors âgé de 16 ans et Jean-François, âgé de 14 ans.
Philippe était né à Bruxelles, le 23 décembre 1795 à la rue du Rempart-des-Moines. Dès l'enfance, il se passionne pour la cartographie qu'il étudie sans relâche, en autodidacte. Dès 1805, il suit, dit-on, les campagnes napoléoniennes sur des cartes. Il est pourtant destiné à reprendre l'entreprise familiale mais lorsque son père meurt en 1816, Philippe cède la savonnerie à son frère, François, et se tourne résolument vers sa passion: la cartographie. En 1827, le retentissement de son premier Atlas universel est énorme. Le 10 janvier 1829, il devient membre de l'Académie royale des Sciences et Belles-Lettres de Bruxelles. En 1830, héritant d'une blanchisserie de coton achetée par ses parents en 1815, il y fonde l'Établissement géographique de Bruxelles. En 1836, il est fait chevalier de l'ordre de Léopold et devient membre de nombreuses sociétés savantes en Belgique et à l'étranger. Philippe Vandermaelen décède à Bruxelles, le 29 mai 1869 à l'âge de 73 ans.
Il est inhumé au Cimetière de Laeken.
Thérèse-Françoise, sa sœur, a épousé Pierre-Joseph Meeûs, le futur bourgmestre de Molenbeek-Saint-Jean.

## Établissement géographique de Bruxelles
En 1830, Philippe Vandermaelen, fonde l'Établissement géographique de Bruxelles, — inspiré de celui de Justus Perthes (1749-1816), à Gotha. Il l'installe dans des bâtiments qu'il fit construire en 1829 sur le terrain d'une ancienne blanchisserie héritée de ses parents à Molenbeek-Saint-Jean. Son frère, Jean-François, passionné de botanique, y développe un jardin botanique. Outre une entreprise cartographique, cet institut s'était doté de sa propre imprimerie lithographique. Ce procédé avait vu le jour dans le domaine artistique mais Philippe Vandermaelen fut le premier à percevoir son utilité pour les cartographes. Il le perfectionna ensuite et eut recours à la taille-douce et même à l'eau-forte. Les cartes tirées en noir, étaient souvent colorisées manuellement à l'aquarelle.  Parmi les nombreux ouvrages sortis de cet institut, on compte l'Atlas de l'Europe au 1⁄600000e, la carte des Concessions houillères du Couchant de Mons (1850), la reproduction de la carte topographique de la Belgique au 1⁄80000e, les travaux divers de topographie et d'hydrographie, des plans cadastraux, des plans urbains, des manuels scolaires, des globes terrestres, des tableaux astronomiques, des dictionnaires, et jusqu'à des indicateurs de chemin de fer.
Cette entreprise bruxelloise a produit entre 1830 et 1877 des centaines de plans de Bruxelles sur base des plans cadastraux plus anciens qui provenant des régimes précédents et actualisés par l'administration belge. Ces plans revêtent une grande valeur pour les historiens en ce sens qu'ils permettent de suivre pas à pas la croissance et les transformations qui ont orienté Bruxelles au XIXe siècle,.
Le rayonnement de l'établissement fut important. Ceci fut lié à sa large ouverture sur le grand public voulue par son créateur qui lui adjoint une bibliothèque, une mappothèque, un musée ethnographique, un planétarium, un cabinet d'anatomie comparée et de physique et même une galerie d'histoire naturelle. Philippe Vandermaelen forme de nombreuses personnes à la cartographie faisant de son établissement un centre d'échange et de documentation. L'établissement hébergeait également plusieurs écoles (une école moyenne, une école normale) et proposait des conférences dans différents domaines.
Le projet Vandermaelen initié par la Bibliothèque royale de Belgique tend à étudier le rayonnement de cette institution qui fut un foyer de développement pour la Belgique.
L’Établissement géographique de Bruxelles fermera néanmoins ses portes en 1880, la Bibliothèque royale de Belgique récupère, en partie du moins, ses archives et ses collections. L'Institut géographique national dont les fondements remontent à 1831 détient également une collection Vandermaelen.

## Production cartographique
- 1796-1869 Partie,Vielle California
- 1825-1827: Atlas universel de Géographie physique, politique, statistique et minéralogique [Note 6] (réalisé en 40 livraisons de 10 feuilles). Dédié au roi des Pays-Bas, Guillaume Ier[10]. Il s'agit de la première carte du monde réalisée à la même échelle et selon le même procédé de projection conique. Cet Atlas est le premier à être réalisé par impression lithographique, il présente également la particularité de pouvoir être assemblé pour former un globe de 7,755 m de diamètre[Note 7]. Quatre exemplaires de cet atlas (dont un de la première livraison) sont conservés à la Bibliothèque royale de Belgique. Le succès de cette première production est immédiat et d'ampleur internationale[11].
- 1827: Atlas de l'Europe (165 feuilles)[11].
- 1830: Carte de Belgique d'après les cartes de Ferraris (42 feuilles)[11]. Cette carte sera imprimée à grande échelle sur pierre, ce qui en diminua un peu la qualité (au regard des tirages sur cuivre) mais lui assura son rayonnement vu son faible coût dans cette Belgique naissante[5].
- 1831: Carte des frontières entre la Belgique et les Pays-Bas, établie à la demande de l'administration belge avec laquelle il collaborera désormais étroitement. Il réalisera ainsi des cartes des routes, des canaux, des chemins vicinaux, des chemins de fer, des réseaux télégraphiques, des ressources minières, etc[11].
- 1853: Carte de Belgique au 1⁄80000 (25 feuilles)[11].
- 1846-1854: Carte de Belgique au 1⁄20000 (250 feuilles)[11].
- 1866: carte de Belgique au 1⁄20000 en couleurs, très appréciée. L'initiative de Philippe Vandermaelen incarne la révolution cartographique dans le cadre de la jeune nation belge[12].

.

La carte archéologique, ecclésiastique et nobiliaire de la Belgique de 1866 ([https://upload.wikimedia.org/wikipedia/commons/0/0d/Philippe_Van_der_Maelen_%281866%29_-_carte_arch%C3%A9ologique_de_la_Belgique_-_version_r%C3%A9concili%C3%A9e.jpg voir en très haute définition (chargement très long))

Entre 1842 et 1879, Philippe Christian Popp reprend l'ambitieux programme initié par Philippe Vandermaelen de réaliser un Atlas cadastral parcellaire de la Belgique.
Joseph Vandermaelen, son fils, essaya pendant quelque temps de maintenir l'œuvre paternelle. Archéologue, héraldiste et numismate, il publia une carte archéologique, ecclésiastique et nobiliaire en 1877 et les vingt feuilles d'une première carte routière de la Belgique parurent entre 1869 et 1872.

## Publications

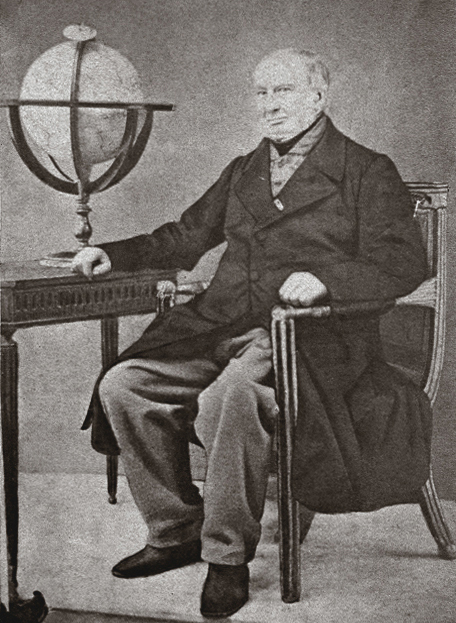
Philippe Vandermaelen

- 1831-1838: Philippe Vandermaelen réalise une série de dictionnaires spéciaux des provinces belges. Si cette publication devait comporter douze volumes, elle n'en comportera toutefois que huit, le volume consacré au Brabant ne verra ainsi jamais le jour[5].
  - 1831: Dictionnaire géographique de la province de Liège.
  - 1832: Dictionnaire géographique de la province de Namur[15].
  - 1833: Dictionnaire géographique de la province de Hainaut
  - 1833:  Annuaire administratif et industriel du Brabant
  - 1834: Dictionnaire géographique de la province de Flandre-Orientale.
  - 1835: Dictionnaire géographique de la province de Limbourg.
  - 1836: Dictionnaire géographique de la province de Flandre-Occidentale.
  - 1838: Dictionnaire géographique de la province du Luxembourg.
- 1837: Dictionnaire des hommes de lettres, des savans, et des artistes de la Belgique: présentant l'énumération de leurs principaux ouvrages suivi de la description des principales collections que renferme l'Établissement géographique de Bruxelles, Établissement géographique, Bruxelles, 1837 - 264 p.
- 1840: Épistémonomie, ou tables générales d’indications des connaissances humaines (en collaboration avec François-Joseph Meisser)[7].

## Année de naissance et décès
Certaines sources le mentionnent erronément être né en 1791. 

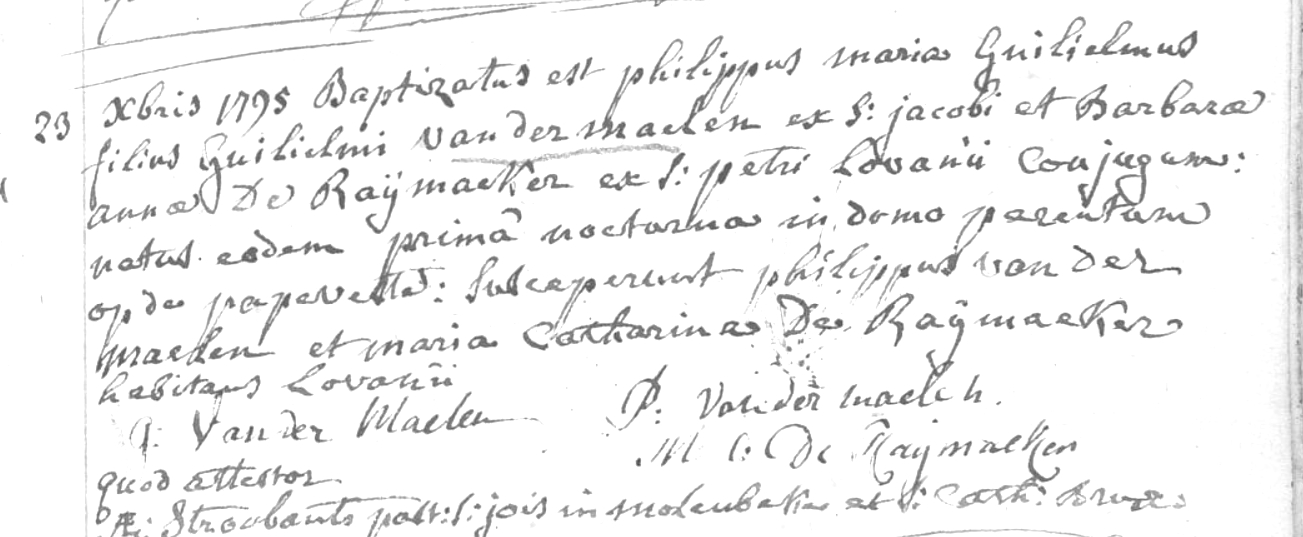
Acte de naissance, le 23 décembre 1795, registres paroissiaux des naissances, Bruxelles, paroisse Sainte Catherine.

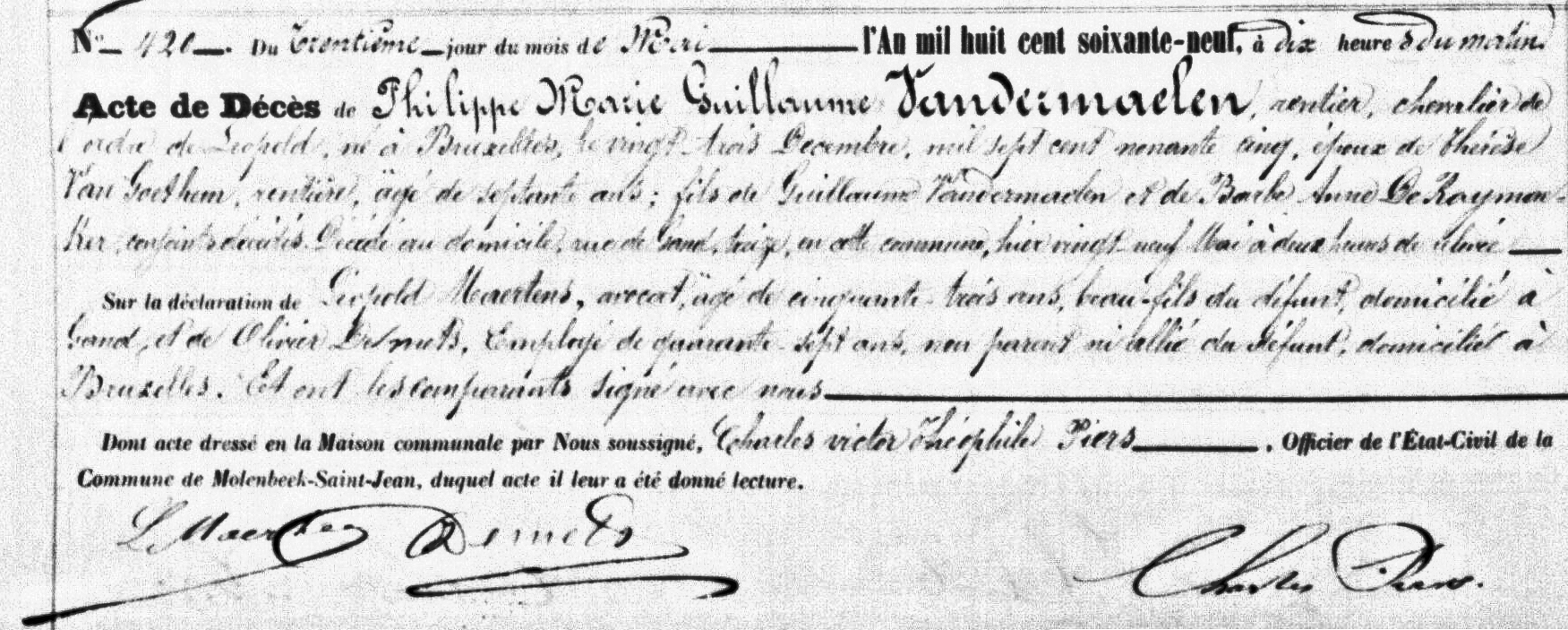
Actes de décès, le 29 mai 1869, paroisse de Molenbeek-Saint-Jean.

## Reconnaissances
- Chevalier de l'ordre de Léopold
- Une rue porte son nom à Molenbeek-Saint-Jean. Il s'agit de la drêve qui conduisait à l'Établissement géographique de Bruxelles[7].